# Electra y Elise Avellán
Electra y Elise Avellán (12 de agosto de 1986) son dos actrices venezolanas. Son conocidas por participar en las películas Planet Terror, Death Proof y Machete. Son sobrinas de Robert Rodríguez y Elizabeth Avellán. Electra y Elise posaron juntas para la revista Maxim En Español.

## Filmografía

### Electra
| Año  | Película                        | Papel                | Director                 | Notas            |
| ---- | ------------------------------- | -------------------- | ------------------------ | ---------------- |
| 2007 | Death Proof                     | Loca niñera gemela 1 | Quentin Tarantino        |                  |
| 2007 | Planet Terror                   | Loca niñera gemela 1 | Robert Rodriguez         |                  |
| 2008 | The Horroround                  | Ella misma           |                          |                  |
| 2009 | The Black Waters of Echo's Pond | Renne                | Gabriel Bologna          |                  |
| 2010 | Machete                         | Enfermera Mona       | Robert Rodriguez         |                  |
| 2010 | Now Here                        | Rena López           | Joe Shaughnessy          |                  |
| 2011 | Not Another Not Another Movie   | Productora asociada  | David Murphy             |                  |
| 2012 | Stripped                        | Candice              | Mark LaFreur/J.M.R. Luna |                  |
| 2012 | Amelia's 25th                   | Amelia               | Martín Yernazian         |                  |
| 2012 | Winged Terror                   | Sonya                | Robert Grasmere          |                  |
| 2013 | Machete Kills                   | Enfermera Mona       | Robert Rodriguez         |                  |
| 2013 | Flying Monkeys                  | Sonya                |                          |                  |
| 2014 | Hidden in the Woods             | Anny                 | Patricio Valladares      | Película para TV |
| 2014 | Space Awards                    | Presentadora         |                          | Con Danny Trejo  |
| 2020 | Son of Monarchs                 | Lucía                | Alexis Gambis            |                  |

### Elise
| Año  | Película                        | Papel                | Director          | Notas           |
| ---- | ------------------------------- | -------------------- | ----------------- | --------------- |
| 2007 | Death Proof                     | Loca niñera gemela 2 | Quentin Tarantino |                 |
| 2007 | Planet Terror                   | Loca niñera gemela 2 | Robert Rodriguez  |                 |
| 2008 | The Horrorhound                 | Ella misma           |                   |                 |
| 2009 | The Black Waters of Echo's Pond | Erica                | Gabriel Bologna   |                 |
| 2010 | Machete                         | Enfermera Lisa       | Robert Rodriguez  |                 |
| 2013 | Machete Kills                   | Enfermera Lisa       | Robert Rodriguez  |                 |
| 2014 | Space Awards                    | Presentadora         |                   | Con Danny Trejo |